# Mszano (Brodnica)
Mszano is een dorp in de gemeente Brodnica in het Poolse woiwodschap Koejavië-Pommeren, gelegen in de powiat Brodnica. In 2011 woonden er 288 mensen.

## Sport en recreatie

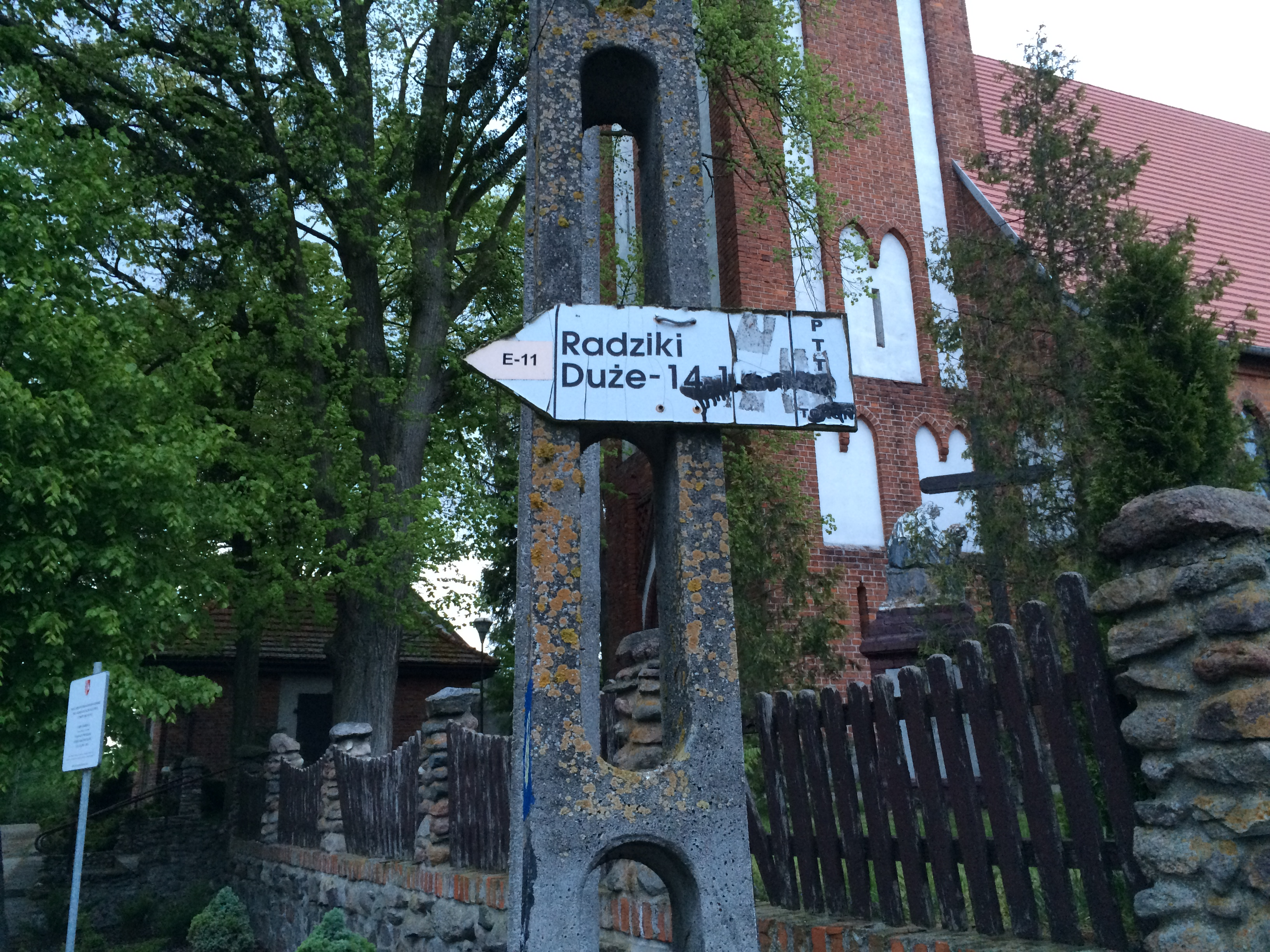
Handwijzer E11 in Mszano

- Door deze plaats loopt de Europese wandelroute E11. De E11 loopt van Den Haag naar het oosten, op dit moment de grens Polen/Litouwen. Ter plaatse komt de route van het westen langs de Drwęca van Golub dorzyń via Radziki Duże en Słoszewy. De route vervolgt naar het noordoosten naar Brodnica.